# Christian Schlechtweg
Christian Schlechtweg (* 7. Januar 1976) ist ein deutscher Florettfechter. Der Rechtshänder ficht für den SC Berlin, sein Trainer ist Peter Ulbrich.

## Erfolge
Schlechtwegs größter internationaler Erfolg war die Vizeweltmeisterschaft 2007 in Sankt Petersburg. Die anderen Mannschaftsmitglieder waren Benjamin Kleibrink, Peter Joppich und Dominik Behr. Weitere Erfolge mit der Herrenflorett-Nationalmannschaft waren ein vierter  Platz bei den Weltmeisterschaften 2001 in Nîmes und zwei Titel bei den Europameisterschaften 2001 und 2007.
Im Einzel war sein größter internationaler Erfolg ein siebter Platz bei der Weltmeisterschaft 2001. Im Kadetten- und Juniorenbereich wurde er 1996  in Tournai Juniorenweltmeister und 1994 Vizeeuropameister der Kadetten. Er gewann 2000 das Weltcupturnier in Kopenhagen, mehrere weitere Weltcupmedaillen und ist dreifacher deutscher Vizemeister. 